# مجری طرح
مجری طرح (به انگلیسی: Line producer) یک تهیه‌کننده فیلم است که در جریان کار و عملیات روزانه یک فیلم بلند، تله‌فیلم یا یک اپیزود از برنامه تلویزیونی به عنوان مدیریت کلیدی عمل می‌کند. یک مجری طرح در یک زمان فقط روی یک فیلم کار می‌کند. آن‌ها مسئول کارکنان و همه رویدادها و مشکلات احتمالی در جریان ساخت فیلم هستند.
مجری طرح کسی است که بر اجرای برنامه و کیفیت کارهای انجام شده، نظارت می‌کند. پیش از شروع ساخت هر فیلم، برنامه زمان‌بندی شده‌ای تهیه می‌شود که عوامل و دست‌اندرکاران، باید تلاش کنند تا طبق آن عمل کنند، تا هم فیلم به موقع آماده شود و هم سرمایه به هدر نرود. در صورت بروز مشکلاتی که برنامه را مختل کند، مجری طرح باید سریعاً برنامه جدیدی متناسب با شرایط جدید فراهم کند.